# Chenopodium chenopodioides
Chenopodium chenopodioides (Syn. Oxybasis chenopodioides) je vrsta cvetnice iz porodice Amaranthaceae. 
Može se naći u predelima ispod 2500m. Period cvetanja traje od jula do oktobra.

## Opis
To je jednogodišnja biljka koja dostiže visinu od 35cm do 45cm, ili se širi u vidu pokrivača.
Biljka nije aromatična, a boja joj se kreće od zelene do ružičaste.
Listovi su dugi nekoliko centimetara i mogu biti različtog oblika. Variraju od glatkog i ovalnog do trouglastog sa lobusima ili zupcima.
Cvasti predstavljaju male guste grupacije sitnih cvetova. Svaki cvet svojom čašicom, koja se sastoji od 3 do 5 članova, okružuje plodove u razvoju.

## Rasprostranjenost
Autohtona je na područjima Južne Amerike, a može se naći i u raznim delovima Afrike, Azije, Evrope i Severne Amerike gde predstavlja alohtonu vrstu.

## Ekologija
Ovoj biljci odgovara zemljište baznog karaktera, srednje vlažnosti, bogato organskim materijama.
Raste u vlažnim staništima različitog salaniteta kao što su blato, slane močvare ili obodi jezera.